# Christophe Sermet
Pour les articles homonymes, voir Sermet.
Christophe Sermet, né le 16 avril 1971 à Berne est un acteur suisse de théâtre et de cinéma, et metteur en scène au théâtre.

## Biographie
Après avoir travaillé comme graphiste à Lausanne, il se lance dans des études de théâtre au Conservatoire de Lausanne. En 1993 il se rend en Belgique à Bruxelles où il suit les cours de Pierre Laroche au Conservatoire royal de Bruxelles[réf. obsolète]. Après plusieurs rôles au cinéma et à la télévision, il fonde en 2013 la Compagnie du Vendredi, subventionnée par la Fédération Wallonie-Bruxelles.

## Filmographie

### Cinéma
- 1998 : Max et Bobo :
- 1999 : Une relation pornographique :
- 2003 : Stormy Weather : Romain
- 2003 : Vertige de la page blanche (Vertigo of the Blank Page) :
- 2004 : Wild Side : Nicolas
- 2006 : La Mémoire des autres : Léo
- 2007 : Pas douce : André
- 2013 : Cyanure : Alexis
- 2013 : Abus de faiblesse : Ezzé
- 2014 : Les Rayures du zèbre :
- 2016 : Un jour mon prince : Bernard
- 2018 : Midnight Runner (Der Läufer) de Hannes Baumgartner :
- 2023: Lubo

### Télévision
- 2007-2015 : Une famille formidable
- 2014 : Marie Curie, une femme sur le front
- 2018 : Ondes de choc (épisode 2 : Sirius) de Frédéric Mermoud
- 2021 : HPI : Paul Duez (saison 1 épisode 4)

## Théâtre
- 2006 : Un contrat de Tonino Benacquista
- 2009 : Hamelin de Juan Mayorga
- 2011 : Mamma Medea de Tom Lanoye
- 2012 : La jeune fille et la mort de Elfried Jelinek
- 2014 : Vania d'après Anton Tchekhov[2],[3]
- 2015 : Gilles et la nuit d'Hugo Claus[4]
- 2017 : Les Enfants du soleil de Maxime Gorki